# Fort-du-Plasne
Fort-du-Plasne – miejscowość i gmina we Francji, w regionie Burgundia-Franche-Comté, w departamencie Jura.
Według danych na rok 1990 gminę zamieszkiwały 314 osoby, a gęstość zaludnienia wynosiła 24 osoby/km² (wśród 1786 gmin Franche-Comté Fort-du-Plasne plasuje się na 442. miejscu pod względem liczby ludności, natomiast pod względem powierzchni na miejscu 282.).